# Porto di Marina di Grosseto
Il porto di Marina di Grosseto è il porto dell'omonima località balneare del comune di Grosseto.

## Storia
Il porto, denominato "Porto della Maremma" dal 2014, prima chiamato "marina di San Rocco", è situato sul mar Tirreno, il moderno approdo turistico, progettato dallo Studio Tecnico Cappelli Associati, ospita circa 600 natanti ed è dotato di negozi, ristorante, distributore di benzina, servizio alaggio natanti, servizio Bancomat, colonnine automatiche per il servizio dei natanti all'ormeggio dotate di acqua potabile e non potabile, corrente elettrica, Tv sat, e rete a banda larga per connessione internet. Si trova alla foce del canale San Rocco ed è stato inaugurato nel 2004 dopo alcuni anni di lavori di ampliamento e ammodernamento di un preesistente porto-canale di pescatori.
Il preesistente porto di pescatori si sviluppò attorno alla metà del secolo scorso, contemporaneamente allo sviluppo del loro villaggio sulla sponda sinistra del canale, che per molti anni è stato denominato "Shanghai".

## Caratteristiche
All'interno del porto, vi sono due aree distinte per l'ormeggio di natanti. Alle barche di dimensioni minori sono riservati i posti presso le due banchine corrispondenti all'ultimo tratto delle sponde del canale, mentre i natanti di dimensioni maggiori hanno l'ormeggio nell'area del porto situata nel primo tratto di mare che presenta un fondale molto più profondo.
Una coppia di fari segnala l'infrastruttura nelle ore notturne alle barche in uscita ed entrata e a quelle in transito in mare.

## Galleria d'immagini

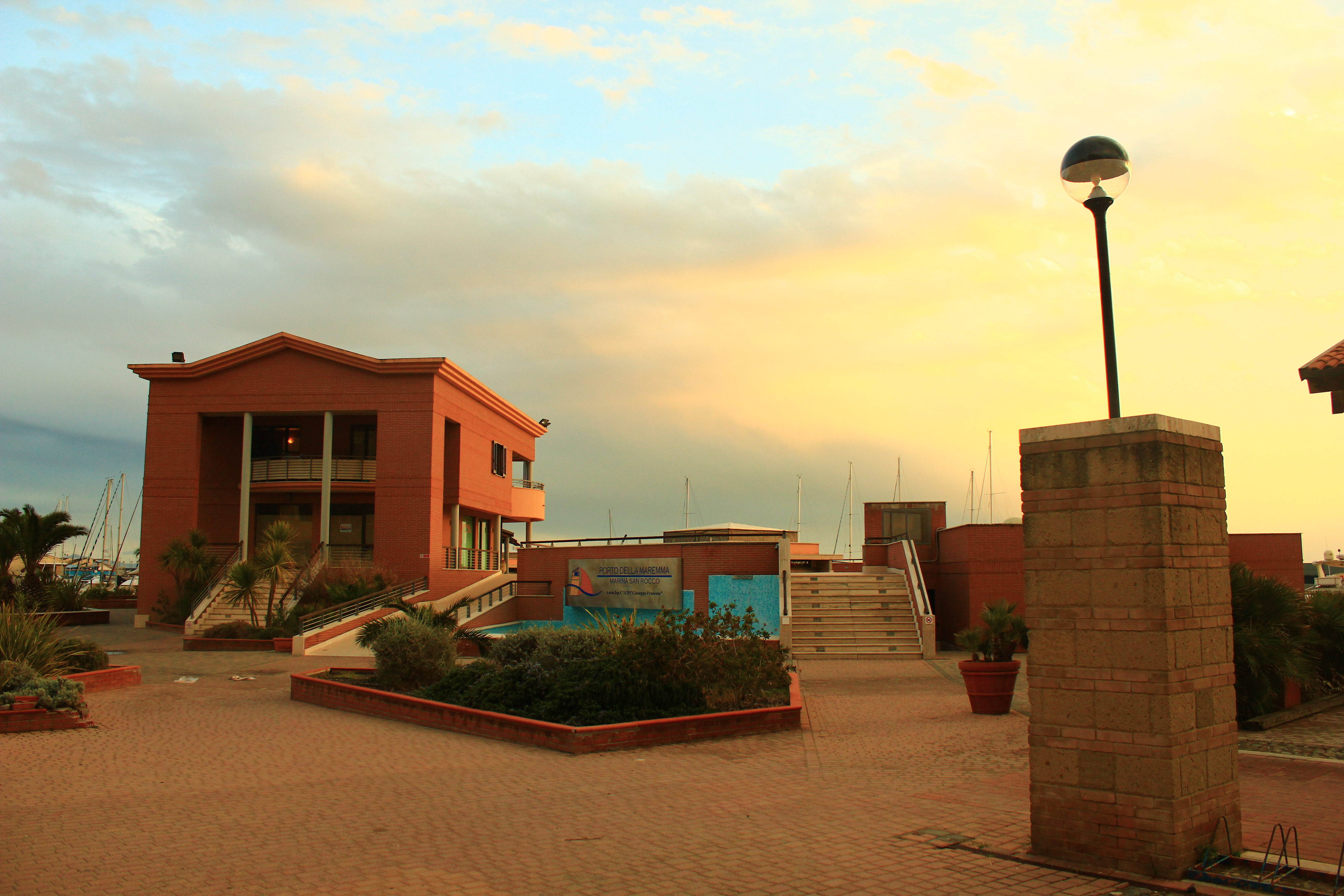
L'ingresso del porto
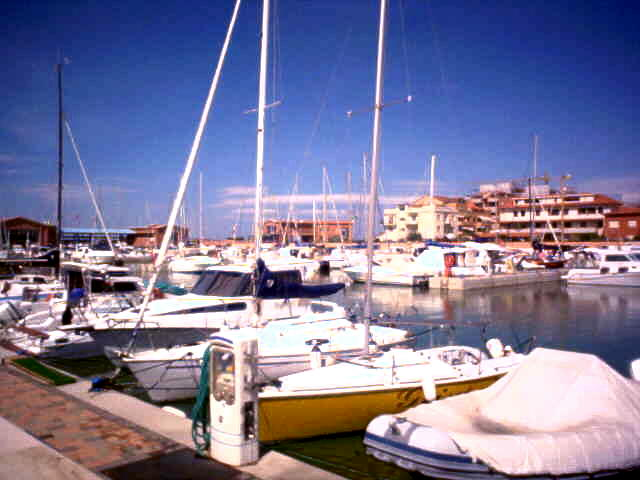
Parziale veduta del porto
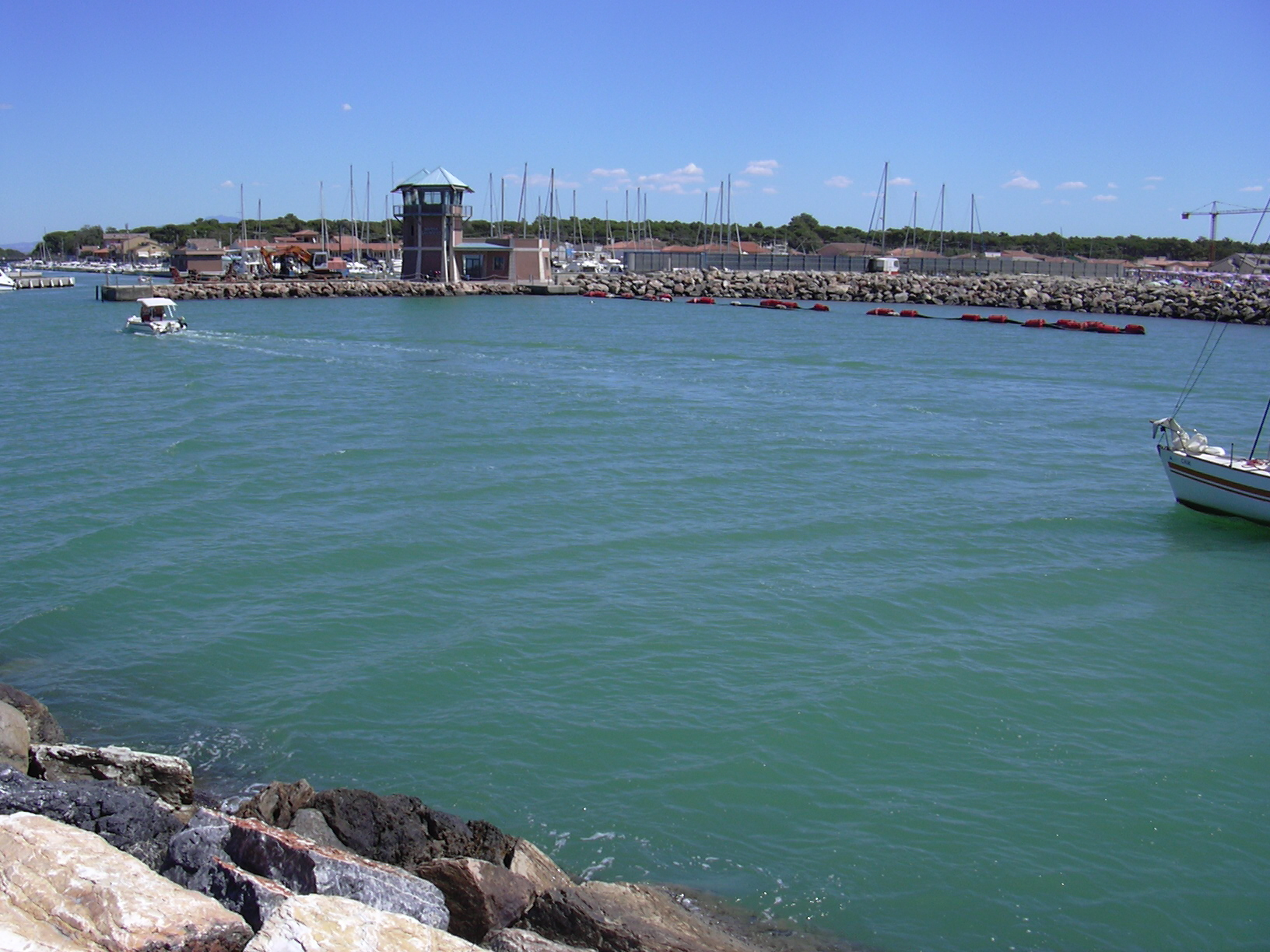
L'ingresso del porto visto dagli scogli